# Beppe Fenoglio
Giuseppe Fenoglio apodado Beppe (Alba, 1 de marzo de 1922 – Turín, 18 de febrero de 1963), fue un escritor, partisano, traductor y dramaturgo Italiano.

## Biografía

### Los primeros años
Primogénito de una familia de tres hijos, Beppe (diminutivo normal en italiano de Giuseppe, como Pepe de José en español) nació en Alba en las Langas italianas (alnoroeste de Italia entre las provincias de Cuneo y Turín) el 1 de marzo de 1922, hijo de Amilcare, carnicero de fuertes convicciones socialistas, admirador de Filippo Turati, y de Margherita Faccenda, una mujer de fuerte carácter que ambicionaba para sus hijos una vida mejor que la suya.
De pequeño, Beppe frecuentó la escuela elemental "Michele Coppino" en Alba y se mostró como un niño inteligente y reflexivo. Al finalizar la escuela elemental, su madre, con el consejo de su maestro y a pesar de las persistentes dificultades económicas de la familia, inscribe a su hijo en el Liceo Gimnasio "Govone" en Alba.
Posteriormente se traslada por un breve período a Cantello donde reside parte de su adolescencia y trabaja como jornalero en el campo.
Alumno modélico y apasionado de lengua inglesa (su uso de expresiones inglesas entremezcladas al italiano es característico de varias de sus obras), fue un lector voraz y realizó algunas traducciones, que serían las primeras de una extensa obra traductora. En el liceo coincidió con notables profesores, como Leonardo Cocito, profesor de lengua italiana, que fue ahorcado por el ejército alemán el 7 de septiembre de 1944, y Pietro Chiodi, profesor de historia y filosofía, notable experto en Kierkegaard y en Heidegger, deportado a un campo de concentración alemán.
En 1940 se inscribe en la facultad de Letras de la Universidad de Turín, en la que estuvo hasta 1943, momento en el que fue reclutado por el ejército y mandado primero a Ceva (Cuneo) y después a Pietralata (Roma), donde realizó la instrucción militar.

### La vida partisana
«El espectáculo vivido el 8 septiembre, con la rendición de todo un cuartel con su regimiento ante solo dos blindados alemanes not entirely manned y las deportaciones a Alemania en vagones fuertemente sellados,  convenció a todos, familiares y hangers-on, que Johnny no volvería nunca más.»
de "Il partigiano Johnny"

Después del abandono que siguió al 8 de septiembre de 1943, Fenoglio en enero de 1944 se une primero a las formaciones partisanas. En un primer momento se enrola con los "rojos" de las Brigadas Garibaldi, pero pronto se une a los badogliani en el 1.º Gruppo Divisioni Alpine comandado por Enrico Martini "Mauri" y en la 2.ª Divisione Langhe comandada por Piero Balbo que operaba en las Langhe, entre Mango, Murazzano y Mombarcaro. Participó en la dramática batalla de Carrù y en la efímera experiencia de la Repubblica partigiana di Alba, independiente entre el 10 de octubre y el 2 de noviembre de 1944.

### La posguerra
Al finalizar la guerra, Fenoglio reemprende durante un breve período sus estudios universitarios antes de decidir, con gran disgusto de sus padres, dedicarse íntegramente a su actividad literaria. En mayo de 1947, como consecuencia de su gran conocimiento de la lengua inglesa, fue contratado como representante en el extranjero por una empresa vinícola de Alba. El trabajo, poco exigente, le permitió contribuir a la manutención familiar y dedicarse por completo a la escritura.
En 1949 publica su primer cuento, titulado Il trucco, firmado con el pseudónimo de Giovanni Federico Biamonti, en el Pesci rossi, boletín editorial de Bompiani. Ese mismo año presentó a Einaudi los Racconti della guerra civile y La paga del sabato, novela que obtiene un juicio muy favorable de Italo Calvino.
En 1950 se reúne en Turín con Elio Vittorini, que estaba preparando para Einaudi la nueva colección "Gettoni", pensada para dar cabida a los escritores noveles; en esa misma reunión Fenoglio conoce personalmente a Calvino, con quien había mantenido hasta ese momento una cordial correspondencia y a Natalia Ginzburg.
Animado por Vittorini, revisa La paga del sabato y realiza una nueva versión, pero en septiembre abandona definitivamente esa novela para realizar una recopilación de doce cuentos, alguno de ellos ya incluidos en los Racconti della guerra civile.
En 1952 la recopilación de cuentos apareció, en la colección "Gettoni", con el título de I ventitré giorni della città di Alba. El siguiente año Fenoglio completó la novela breve La malora, publicada en agosto de 1954.
Al mismo tiempo, siguió con su intensa actividad como traductor del inglés: en 1955 se publica en la revista Itinerari la traducción de Balada del viejo marinero de Samuel Taylor Coleridge. Al mismo tiempo, inició una extensa novela acerca de los años 1943-1945, que presentó a la lectura del editor Garzanti en el verano del 1958.
En abril de 1959 se publica, en la colección "Romanzi Moderni Garzanti", Primavera di bellezza; firmó con Livio Garzanti un contrato de cinco años para publicar sus originales inéditos. Ese mismo año recibe el premio "Prato" y se pone de nuevo a escribir una novela con argumento partisano.
En 1961, Calvino le animó a recopilar sus nuevas historias para presentarlas al premio internacional "Formentor", se puso a trabajar en la colección Racconti del parentado; como consecuencia de la firma del contrato con Einaudi, aceptó publicar la novela de Un giorno di fuoco. La publicación se paralizó: Garzanti reivindicó los derechos y las dos editoriales fueron incapaces de llegar a un acuerdo.
Empieza a escribir Epigrammi y una nueva serie de cuentos, al mismo tiempo inicia una colaboración como guionista cinematográfico, especializado en temas campesinos.

### Su vida privada
En 1960 se casa civilmente con Luciana Bombardi, a la que conoció una vez finalizada la guerra, realizaron el viaje de novios a Ginebra.
Su hija Margherita nace el 9 de enero de 1961; Fenoglio escribe dos cuentos breves que le dedica, La favola del nonno y Il bambino che rubò uno scudo.

### La enfermedad y la muerte
«En mi lápida bastarán mi nombre, las dos fechas importantes en mi vida y la condición de escritor y partisano.»
de "I ventitré giorni di Alba"

En el invierno de 1959–1960, en una revisión médica, le detectan una enfermedad respiratoria, con complicaciones en forma de asma bronquial, que le aqueja a lo largo de ese año y degenera en pleuresía, a causa de su excesivo consumo de tabaco.
En 1962, mientras se hallaba en Versilia para recoger el premio "Alpi Apuane" concedido por la novela Ma il mio amore è Paco, tiene una crisis de hemoptisis. Regresa precipitadamente a Bra, donde le diagnostican una forma de tuberculosis con complicaciones respiratorias.
Se traslada durante un breve período (septiembre y octubre) a Bossolasco, a 757 metros de altitud, dedicando el tiempo a leer, escribir y recibir la visita de sus amigos. Pero pronto recae gravemente de su enfermedad y es ingresado en el hospital, primero en Bra y posteriormente en Le Molinette, hospital principal de Turín, donde se le diagnostica un cáncer en los pulmones. Todos los tratamientos resultan inútiles: en pocos meses el escritor empeora irreversiblemente. Durante su lenta agonía, se vio obligado a comunicarse a través de un pedazo de papel, debido a la traqueotomía que le realizaron por sus problemas respiratorios.
Muere dos días después de entrar en coma, la noche del 18 de febrero de 1963; y es enterrado, en una ceremonia civil, en el cementerio de Alba, con unas pocas palabras pronunciadas frente a su tumba por el sacerdote don Natale Bussi, amigo y antiguo profesor del liceo.
Su novela más conocida, Il partigiano Johnny, fue publicada póstumamente en 1968.
En 2001 se constituyó en Mango el recorrido literario titulado "Il paese del partigiano Johnny". Otros recorridos inspirados en Fenoglio se constituyeron en Murazzano y en San Benedetto Belbo, lugar donde están ambientadas algunas de sus novelas de las Langas, las más intensas y significativas, como Una questione privata y La paga del sabato.
El 10 de marzo de 2005, la Universidad de Turín le concedió la "Laurea ad honorem" por las Letras de la Memoria, reconocimiento póstumo a su obra literaria, gran parte de ella publicada después de su muerte.

## Obra
- I ventitré giorni della città di Alba, Einaudi, Turín, 1952
- La malora, Einaudi, Turín, 1954
- Primavera di bellezza, Einaudi, Turín, 1959
- Un giorno di fuoco, Einaudi, Turín, 1963
- Una questione privata, Einaudi, Turín, 1963
- Il partigiano Johnny, Einaudi, Turín, 1968
- La paga del sabato, Einaudi, Turín, 1969
- Un Fenoglio alla prima guerra mondiale, Einaudi, Turín, 1973
- L'affare dell'anima e altri racconti, Einaudi, Turín, 1980
- La sposa bambina, Einaudi, Turín, 1988
- L'imboscata, Einaudi, Turín, 1992
- Appunti partigiani 1944-1945, Einaudi, Turín 1994
- Quaderno di traduzioni, Einaudi, Turín, 2000.
- Lettere 1940-1962, Einaudi, Turín, en colaboración con la Fondazione Ferrero di Alba, 2002
- Una crociera agli antipodi e altri racconti fantastici, Einaudi, Turín, 2003
- Epigrammi, Einaudi, Turín, 2005
- Tutti i racconti, Einaudi, Turín, 2007

### Edición en español
- La ruina, Bassarai Ediciones, ISBN 978-84-89852-23-5, 2000
- Pero mi amor es Paco, Arci Solidarietà Cesenate, ISBN 88-88405-13-5, 2002
- Un asunto privado, Ediciones Barataria, ISBN 978-84-95764-26-3, 2005
- La mala suerte, Huerga y Fierro Editores, ISBN 978-84-8374-588-5,  2006
- La paga del sábado, Ediciones Barataria, ISBN 978-84-95764-50-8, 2007
- El partisano Johnny, Sajalín, ISBN 978-84-940627-2-8, 2013